# Пандем
«Пандем» — фантастический роман Марины и Сергея Дяченко. Получил премии «Звёздный мост», «Роскон», Мемориальную премию имени Кира Булычёва.

## Сюжет
Повествование представляет собой калейдоскоп отдельных судеб. Всё началось с того, что на работе у главного героя, хирурга Кима, начинают выздоравливать все неизлечимые больные. А когда Ким не справился с управлением своей машины и она перевернулась, его спасает незнакомый подросток, у которого, как оказалось, нет имени. Но есть самоназвание — Пандем, поскольку он не человек, но некая неосознаваемая сила, желающая человечеству только хорошего. Возникла эта сила как продукт земной цивилизации, достигшей той стадии развития, что необходима для её появления. 
На Земле начинается новая жизнь, где нет несчастливых случайностей, нет насилия. Пандем, путём «гласа свыше», говорит с любым человеком Земли, отвечая на вопросы и отзываясь на просьбы. Будучи наделён многими атрибутами Бога — он почти всемогущ и всеведущ, — подобно христианскому божеству испытывает любовь к каждому человеку. При этом он упраздняет многие из земных страданий, такие как болезни и старость. В отличие от Создателя, куда более доступен и открыт.
Развязка романа печальна. Из-за того, что усилия Пандема привели к инфантилизации человечества, он решает покинуть планету вместе с экипажем космического корабля, отправляясь в глубины Вселенной, чтобы создать там новую цивилизацию.

## История создания
В интервью литературоведу Михаилу Назаренко Марина Дяченко рассказывала, что первоначально идея романа родилась у неё во сне, примерно за полтора года до написания. Сначала он виделся авторам как «космоопера о Боге». Потом, в ходе «размышлений, разговоров и споров — об Интернете, его вирусах, о ноосфере, о сути всемогущества, об абсолютной доброте» — он вырос в то, чем является. Какое-то время будущий роман обдумывался в ходе написания «Армагед-дома» как противовес безысходности этой книги. Роман был написан в 2001–2002 году:195—198.

## Персонажи
- Ким Андреевич Каманин — главный герой повести, врач-хирург. К началу повести женат на художнице Арине, беременной их первым ребёнком;
- Александра Каманина — одна из младших сестер Кима, жена Алекса;
- Валерия Каманина — сестра-близнец Александры, незамужняя, одинокая женщина, не позволяющая никому устраивать свою личную жизнь… в том числе и себе самой. Учительница английского языка;
- Алекс — муж Александры, комиссованный из-за травмы военный. Непримиримый, воюющий со всем и вся человек, «воин в душе, стойкий оловянный солдатик»;
- отец Георгий — православный священник, знакомый Кима;
- Пандем.

## Проблематика
В какой-то мере роман «Пандем» — классический эксперимент: он описывает реакцию человечества на раздражитель (подобно, например, «Войне миров» Уэллса). Воздействие Пандема на человечество выявляет, с одной стороны, черты человечества как такового, с другой — демонстрирует его многоликость; происходит одновременно интеграция и дифференциация.
В «Пандеме» обыгрывается ряд произведений Стругацких («Полдень, XXII век», «Гадкие лебеди», «Волны гасят ветер», «Второе нашествие марсиан»), вплоть до прямого цитирования. Дяченко ориентируются на антропологию Стругацких, принимают их взгляд на человека — и выворачивают утопию, описанную в цикле мира Полудня, наизнанку (что ранее пытались безуспешно сделать многие «ученики» Стругацких). Стругацким принадлежит идея Высокой теории воспитания, согласно которой в мире Полудня с каждым человеком в детстве работают лучшие учителя и психологи, сделавшие педагогику строгой наукой. В «Далёкой Радуге» утверждается: «А ребенку не нужен хороший отец. Ему нужен хороший учитель. А человеку — хороший друг». В романе Дяченко у каждого человека есть как идеальный учитель, так и лучший друг — и это сам Пандем. Мир свободы и творчества, описанный Стругацкими, построен также и авторами «Пандема» — и он рушится на глазах у читателей. В романе Дяченко показано, почему мир Полудня — лишь утопия, придуманный мир, «нигдешняя страна» и почему он навсегда ими останется. Присущий творчеству Дяченко антропологизм в романе «Пандем» откровенно декларативен: подразумевается, что человеку может помочь только человек, даже если эти люди живут в химерном мире.
С точки зрения Дяченко, основная проблема утопического мира — нерешаемость проблемы бесконфликтного соединения интересов общества и личности, одного и множества, индивидуальной свободы и коллективного порядка. Дело не в том, что, реализовавшись, любой социальный идеал становится своей противоположностью, а в том, что реализовать идеальный социальный порядок, устраивающий всех членов социума, невозможно. Однако невозможно и отказаться от поиска такого идеала. Кроме того, «Пандем» выводит тему изменения личности на новый, глобальный уровень: подразумевается, что мир может измениться лишь в случае, если изменится каждый его обитатель.

### Религиозная точка зрения
Сторонники религиозной точки зрения утверждают в отзывах на роман, что Пандем, устраивая утопию, рай на Земле, исцеляя нравственные и физические недуги людей, помогая создавать новые технологии, борется со следствием, но не причиной — тем, что иудео-христианские религии связывают с грехопадением. Этот «дивный новый мир» становится всё более фантасмагоричен и менее реален, человечество становится на путь деградации. На этом фоне церковь, по мнению сторонников религиозной точки зрения, становится одним из островков «настоящей реальности», особое место в романе приобретает священник отец Георгий. Молодые герои романа, принадлежащие к поколениям, воспитанным Пандемом, чувствуют неудовлетворённость тем, что принёс Пандем, начинают требовать от него улучшения своей природы. В итоге всего этого Пандем и оставляет человечество.

## Литературные особенности
В сравнении с более ранними произведениями Дяченко — например, «Армагед-домом» — точка обзора в «Пандеме» сместилась радикально. Если раньше мир представал у Дяченко как декорация для человеческих драм, то теперь персонажи являются наглядными пособиями, позволяющими обосновать некие идеи о мире. «Пандем» представляет собой множество историй, герои которых не сведены в финале, — по существу, из этих историй до конца рассказана лишь одна: история самого Пандема. Остальные персонажи — это не больше чем люди, встреченные им, думающие о нём, испытавшие на себе его влияние. В результате неизбежна мозаичность. Повествование с точки зрения Пандема не ведётся, оно невозможно. Но изображён он — а следовательно, и само человечество — очень многосторонне.
«Пандем» — текст очень рациональный; каждый эпизод в романе важен именно с рациональной точки зрения; чувства же героев имеют подчинённое значение. Несмотря на это, значимую роль в романе играет настроение — точнее, смена настроений. Так, несмотря на картину общего благоденствия в первые годы Пандема, возникает ощущение, будто что-то не так, и со временем это ощущение нарастает, превращаясь в горечь — по большей части в адрес человечества, а не героев. Чувства же героев в романе напоминают точки, мелкие мазки на большой картине или же подробности, без которых она оказалась бы просто схемой.
Диалоги в «Пандеме» жёстко функциональны, работают на заданную идею. При этом помогают роману не терять объёмность, функциональность ремарки: каждый разговор персонажей напоминает эпизод из фильма, насыщенный подробностями, на которых то и дело замирает «камера». Диалоги представляют собой не бесплотные голоса в безвоздушном пространстве, а разговор людей в обжитом мире. Этот приём — часто на грани фола, но тем не менее в романе Дяченко он эффективен.

## Отзывы о романе
Роман был хорошо принят читателями. Литературовед М. Назаренко называет «Пандем» «сложной, жестокой, умной, многоуровневой книгой», одной из вершин творчества Дяченко. Также он отмечает, что «Пандем» — «не столько роман, сколько беллетризированная социальная модель». По словам Назаренко в публикации 2005 года, «„Пандем“ доказал, что Дяченко — единственные авторы в нашей фантастике последних лет, которые умеют задавать правильные вопросы и давать на них чёткие, бескомпромиссные ответы».

## Издания
- М.: Эксмо, 2003 (сер. «Нить времён»).
- М.: Эксмо, 2005 (сер. «Шедевры отечественной фантастики»), в сборнике «Утопия».
- М.: Эксмо, 2006 (сер. «Триумвират»).
- М.: Эксмо, 2008 (сер. «Стрела Времени. Миры М. и С. Дяченко», «Стрела Времени»).
- М.: Эксмо, 2008 (сер. «Миры М. и С. Дяченко»).
- М.: Эксмо, 2019 (сер. «Повелители Вселенной. Лауреаты фантастической премии „Золотой РосКон“»).

Роман также издавался в переводе на украинский язык (2010 год).

## Награды и премии
- «Звёздный мост», 2003 — премия в номинации «Лучший роман».
- «Золотой Роскон»[9]:313, 2004 — премия в номинации «Роман».
- Мемориальная премия имени Кира Булычёва[9]:313 (2004).

Также номинировался в 2004 году на АБС-премию, премию «Русская фантастика», «Бронзовую улитку», «Интерпресскон», а в 2008 году — на премию премий «Роскона».